# Rajsko (gromada w powiecie krakowskim)
Rajsko – dawna gromada, czyli najmniejsza jednostka podziału terytorialnego Polskiej Rzeczypospolitej Ludowej w latach 1954–1972.
Gromady, z gromadzkimi radami narodowymi (GRN) jako organami władzy najniższego stopnia na wsi, funkcjonowały od reformy reorganizującej administrację wiejską przeprowadzonej jesienią 1954 do momentu ich zniesienia z dniem 1 stycznia 1973, tym samym wypierając organizację gminną w latach 1954–1972.
Gromadę Rajsko z siedzibą GRN w Rajsku (obecnie w granicach Krakowa) utworzono – jako jedną z 8759 gromad na obszarze Polski – w powiecie krakowskim w woj. krakowskim, na mocy uchwały nr 22/IV/54 WRN w Krakowie z dnia 6 października 1954. W skład jednostki weszły obszary dotychczasowych gromad Rajsko, Kosocice i Soboniowice ze zniesionej gminy Swoszowice w tymże powiecie. Dla gromady ustalono 27 członków gromadzkiej rady narodowej.
31 grudnia 1961 do gromady Rajsko przyłączono wieś Golkowice ze zniesionej gromady Zbydniowice.
Gromada przetrwała do końca 1972 roku, czyli do kolejnej reformy gminnej. Jej obszar włączono do Krakowa (Rajsko, Kosocice i Soboniowice).